# ズライカ (小惑星)
ズライカ (563 Suleika) は小惑星帯にある小惑星。パウル・ゲッツがハイデルベルクのケーニッヒシュトゥール天文台で発見した。
ヨハン・ヴォルフガング・フォン・ゲーテの『西東詩集』に登場する、ゲーテ自身の恋人をモデルにしたとされる女性に因んで名付けられた。